# Henry Dudeney
Henry Ernest Dudeney (n. 10 aprilie 1857 - d. 23 aprilie 1930) a fost un matematician englez, cu contribuții deosebite în domeniul enigmisticii și jocurilor logice.
A fost considerat unul dintre cei mai mari inventatori de jocuri distractive.

## Scrieri
- 1907: The Canterbury Puzzles
- 1917: Amusements in Mathematics
- 1926: Modern Puzzles ("Enigme moderne")
- Puzzles and Curious Problems ("Enigme și probleme ciudate").

1. 1 2  MacTutor History of Mathematics archive, accesat în 22 august 2017
2. 1 2  Who's who
3. 1 2  „Henry Dudeney”, Gemeinsame Normdatei, accesat în 4 mai 2014
4. ↑  Henry-Ernest Dudeney, Autoritatea BnF
5. 1 2 3  Oxford Dictionary of National Biography, accesat în 26 mai 2022
6. 1 2  Mr. H. E. Dudeney (în engleză), The Times, 26 aprilie 1930, p. 12
7. ↑  Find a Grave
8. ↑  CONOR.SI[*] Verificați valoarea |titlelink= (ajutor)
9. ↑  IdRef, accesat în 23 mai 2020